# Egen ingång
Egen ingång är en svensk dramafilm från 1956 i regi av Hasse Ekman. I huvudrollerna ses Maj-Britt Nilsson, Alf Kjellin, Hasse Ekman och Gunvor Pontén.

## Handling
Det är en till synes helt vanlig dag i oktober. Marianne Stenman har, sedan hon separerade från sin man för ett halvår sedan, bott i ett rum med egen ingång på Kavallerigatan 27 i Stockholm. Men för Marianne är det inte en vanlig dag, för när vi möter henne har hon bara sex timmar kvar att leva. 
Docent Arvid Stenman kommer för att besöka sin fru, en stund senare hittas Marianne medvetslös i sin lägenhet. Skvallret i trappuppgången sätter genast igång. Filmen lägger ett pussel med dessa Mariannes sista sex timmar, vem träffade hon, varför dog hon och vem är det som har skrivit hatord på hennes dörr?

## Om filmen
Filmen är baserad på den norska författaren Sigurd Hoels roman En dag i oktober som utkom 1931. Handlingen har i Ekmans film förflyttats från Oslo till Stockholm samt till filmens samtid. 
Inspelningen skedde med ateljéfilmning i Filmstaden, Råsunda, på Liljevalchs konsthall, i Stockholm och i Åre. Filmfotograf var Gunnar Fischer. 
Filmen premiärvisades 20 februari 1956 på biografen Spegeln i Stockholm. 

## Rollista i urval
- Maj-Britt Nilsson - Marianne Stenman, fotomodell
- Alf Kjellin - docent Arvid Stenman, Mariannes man
- Hasse Ekman - Sture Falk, redaktör på Stockholms Dagblad
- Gertrud Fridh - Margit Friberg
- Sigge Fürst - direktör Hjalmar Friberg, Margits man
- Bibi Andersson - Karin Johansson, ung aktris
- Lars Ekborg - kandidat Ekelöf
- Gunvor Pontén - fru Falk
- Elsa Carlsson - fru Petreus
- Holger Löwenadler - konsul Oskar Petreus, hennes man, fastighetsägaren
- Hjördis Petterson - fru Gabrielsson
- Marianne Löfgren - fru Johansson, Karins mor, teatergarderobiär
- Hugo Björne - lektor Hans Gabrielsson
- Elsa Ebbesen - Mariannes moster
- Sven-Eric Gamble - fotografen
- Sif Ruud - garderobiär
- Siv Ericks - garderobiär
- Ludde Juberg - vaktmästaren
- Tord Stål - professorn